# Ernst Julius Richard Ewald
Ernst Julius Richard Ewald (* 14. Februar 1855 in Berlin; † 22. Juli 1921 in Konstanz) war ein deutscher Physiologe.
Ewald war ab 1892 Mitglied der Leopoldina und ab 1900 Professor in Straßburg.
Er arbeitete auf den Gebieten der Atmungs- und Kreislaufphysiologie. 1899 begründete er die Schallbildertheorie des Hörens.
Sein Bruder ist der Internist Carl Anton Ewald.

## Werke
- Der normale Athmungsdruck und seine Curven
- Eine neue Methode, den Druck in den Lungen zu messen
- Ist die Lunge luftdicht? (mit Rudolf Kobert)
- Über das Verhalten des Säugethierherzens, wenn Luft in dasselbe geblasen wird
- Die Folgen von Grosshirnoperationen an labyrinthlosen Thieren
- Der Hund mit verkürztem Rückenmark
- Physiologische Untersuchungen über das Endorgan des Nervus octavus (1892)
- Die Physiologie des Kehlkopfs (1896)
- Zur Physiologie des Labyrinths
- Eine neue Hörtheorie (1899).
- Ewald, J. R. (1922): Schallbildertheorie und Erkenntnistheorie. Z. Sinnesphysiol. 53, 213–217.